# PCL-171
Die PCL-171 ist eine 122-mm-Selbstfahrlafette aus chinesischer Produktion. 

## Entwicklungsgeschichte
Entwickelt wurde die Selbstfahrlafette vom chinesische Staatskonzern Norinco. Das System wurde erstmals 2007 der Öffentlichkeit vorgestellt.

## Technik

### Fahrzeug
Das Fahrzeug beruht auf dem leichten Militärfahrzeug Dongfeng Mengshi mit der Antriebsformel 6×6. Die PCL-171 wiegt in gefechtsbereitem Zustand rund 11,5 Tonnen. Das Fahrzeug verfügt über einen Dieselmotor mit sechs Zylindern, der eine Leistung von rund 220 kW liefert. Die Höchstgeschwindigkeit liegt bei 90 km/h. Der Fahrbereich beträgt rund 600 km. Das Fahrzeug kann Steigungen von 58 % überwinden. Die maximal zulässige Querneigung liegt bei rund 40 %. Das Fahrzeug kann Gewässer bis zu rund 1,2 m Tiefe und vertikale Hindernisse mit einer Höhe von 40 cm überwinden. Das Waffensystem verfügt über ein Navigationssystem, welches das Navigationssatellitensystem Beidou nutzt. Weiter ist ein System zur automatischen Waffenführung sowie eine computerisierte Feuerleitanlage verbaut, welche Zielinformationen und Feueraufträge vom Kommandofahrzeug der Batterie erhält. Die Besatzung der Selbstfahrlafette besteht aus vier Mann. Die Fahrerkabine verfügt über ein ABC-Schutzsystem. Zur Panzerung liegen keine Angaben vor.

### Geschütz und Munition
Verwendet wird das Geschütz Typ 96 / PL-96 welches auf der sowjetischen D-30 Haubitze im Kaliber 122 mm basiert. Das Geschütz ist hinter dem Verschlussblock mit einem halbautomatischen Ladesystem ausgerüstet. Kurzzeitig ist eine Schussfolge von sechs Schuss pro bis acht Schuss pro Minute möglich. Danach muss die Schussfolge, infolge der thermischen Beanspruchung des Geschützrohres reduziert werden.
Die PCL-171 kann 28 Schuss Bereitschaftsmunition mitführen. Verwendet wird halbgetrennte Munition mit Kartuschen aus Messing. Die Kartuschen werden vor dem Ladevorgang mit Treibladungsbeuteln bestückt. Beim Ladevorgang wird die beladene Kartusche auf das Geschoss aufgesteckt. Für die PCL-171 steht eine breite Munitionspalette zur Verfügung da sie sowohl Munition aus der Sowjetunion, Russland, der Volksrepublik China sowie weiteren Produzenten verwenden kann. Von Norinco wird folgende Munition für die PCL-171 angeboten.
| Name       | Geschosstyp                         | Gewicht | Füllung                        | {\displaystyle v_{0}} | Schussdistanz |
| ---------- | ----------------------------------- | ------- | ------------------------------ | --------------------- | ------------- |
| HE         | Sprenggranate                       | 21,7 kg | 3,5 kg TNT                     | unbek.                | 15,2 km       |
| ERFB/HB    | ERFB-Geschoss                       | 21,8 kg | 3,4 kg TNT                     | 725 m/s               | 18,6 km       |
| ERFB/BB    | ERFB-Geschoss mit Base Bleed        | 22,2 kg | TNT                            | 730 m/s               | 22,2 km       |
| ICM        | Cargogeschoss                       | 21,8 kg | 30 Typ-81-Hohlladungs-Bomblets | 655 m/s               | 17 km         |
| ERFB/BB-RA | ERFB/BB-Geschoss mit Raketenantrieb | unbek.  | TNT                            | unbek.                | 27 km         |

## Nutzerstaaten
- Volksrepublik China – 120[5]